# Offenwarden (Hagen im Bremischen)
Offenwarden (niederdeutsch Offenwarden) ist eine Ortschaft in der Einheitsgemeinde Hagen im Bremischen im niedersächsischen Landkreis Cuxhaven.

## Geografie

### Lage
Offenwarden liegt zwischen den Städten Bremerhaven und Bremen. Die Ortschaft befindet sich im westlichen Teil der Einheitsgemeinde Hagen im Bremischen.

### Nachbarorte
|  | Sandstedt                                   | Kassebruch |
|  | Kompassrose, die auf Nachbargemeinden zeigt | Uthlede    |
|  | Wersabe                                     |            |

(Quelle:)

## Geschichte

### Eingemeindungen
Am 1. Juli 1968 endete die vorherige politische Selbständigkeit der Gemeinde Offenwarden, weil sich der Ort mit anderen Kommunen zur neuen Gemeinde Sandstedt zusammenschloss.
Die Samtgemeinde Hagen entstand zum 1. Januar 1970 und umfasste mit Sandstedt zunächst 16 Gemeinden. Nach § 7 des Gesetzes zur Neugliederung der Gemeinden im Raum Bremervörde vom 13. Juni 1973 (Nds. GVBl. S. 183) wurde im Zuge der Gebietsreform in Niedersachsen, die am 1. März 1974 stattfand, die Anzahl der Gemeinden durch Eingliederungen auf 6 reduziert.
Zum 1. Januar 2014 erfolgte die Auflösung der Samtgemeinde Hagen und deren Mitgliedsgemeinden sowie die Neubildung der Einheitsgemeinde Hagen im Bremischen mit seinen 16 Ortschaften.

### Einwohnerentwicklung
| Jahr      | 1910  | 1925  | 1933  | 1939  | 1950  | 1956  | 2017  |
| --------- | ----- | ----- | ----- | ----- | ----- | ----- | ----- |
| Einwohner | 359   | 367   | 325   | 299   | 444   | 348   | 175   |
| Quelle    | [ 6 ] | [ 7 ] | [ 7 ] | [ 7 ] | [ 8 ] | [ 8 ] | [ 1 ] |

|  |

## Politik

### Gemeinderat und Bürgermeister
Auf kommunaler Ebene wird die Ortschaft Offenwarden vom Rat der Gemeinde Hagen im Bremischen vertreten.

### Ortsvorsteher
Der Ortsvorsteher von Offenwarden ist Harm von Hollen (CDU). Die Amtszeit läuft von 2016 bis 2021.

### Wappen
Der Entwurf des Kommunalwappens von Offenwarden stammt von dem Heraldiker und Wappenmaler Albert de Badrihaye, der zahlreiche Wappen im Landkreis Cuxhaven erschaffen hat.
| Wappen von Offenwarden | Blasonierung: „In Blau auf grüner Wurt ein niedersächsisches Bauernhaus mit silbernem Fachwerk und goldenem Strohdach.“                                                                                    |
| Wappen von Offenwarden | Wappenbegründung: Der bereits 1105 urkundlich erwähnte Name „Uffenwurthe“ ist von Luneberg Mushard als „up der Wurte“ gedeutet worden. Daher wählte die Gemeinde als Wappen ein Bauernhaus auf einer Wurt. |

## Kultur und Sehenswürdigkeiten

### Bauwerke
- Villa Osterndorff von 1901 mit dem Cafe Salon 1900[11]

### Vereine
- Freiwillige Feuerwehr Offenwarden
- Schützenverein Offenwarden und Umgebung
- Tierrechtsbund Aktiv
- Verein für Brauchtumspflege Offenwardermoor

### Regelmäßige Veranstaltungen
- Am ersten Wochenende im August findet ein Schützenfest statt